# Kumiko Nishihara
Kumiko Nishihara (西原 久美子?, Nishihara Kumiko, pseudonimo di Kumiko Watanabe (渡辺 久美子?, Watanabe Kumiko; Chigasaki, 27 aprile 1965), è una doppiatrice giapponese. Lavora per la società di doppiaggio Aoni Production. Il suo vero nome non deve essere confuso con quello di un'altra seiyū, Kumiko Watanabe.

## Ruoli doppiati

### Serie animate
- Mel in Genocyber
- Alice in Yu-Gi-Oh! GX
- Principessa Crepe in Yes! Pretty Cure 5 GoGo!
- Crescendo Tone in Suite Pretty Cure♪
- Charles in Dokidoki! Pretty Cure
- Diana in Sailor Moon SuperS
- Fin Fish in Jeanne la ladra del vento divino
- Kayoko Nakajima in Ayane's High Kick
- Lucemon in Digimon Frontier
- Lynn Russell in Hello! Lady Lynn
- Maya Masutani in Cool Devices
- Runba in Mirmo
- Perona in One Piece
- Shiori Takatsuki in La rivoluzione di Utena
- Angela in Dragon Ball Z

### Videogiochi
- Gacchan 1 & 2 in Dragon Ball Z: Kakarot
- Sue in Grandia
- Ruby in Lunar: Eternal Blue
- Ruby in Lunar 2: Eternal Blue Complete
- Perona in One Piece: Pirate Warriors 2
- Perona in One Piece: Pirate Warriors 3
- Perona in One Piece: Burning Blood
- Lomalia in Return to PoPoLoCrois: A Story of Seasons Fairytale
- Marina in Romancing SaGa
- Iris Chateaubriand in Sakura Wars
- Iris Chateaubriand in Sakura Wars 2: Thou Shalt Not Die
- Iris Chateaubriand in Sakura Wars 3: Is Paris Burning
- Iris Chateaubriand in Sakura Wars 4: Fall in Love, Maidens
- Iris Chateaubriand in Sakura Wars: In Hot Blood
- Flare Pris in Tail Concerto
- Renne in The Legend of Heroes: Trails in the Sky SC
- Renne in The Legend of Heroes: Trails in the Sky the 3rd
- Renne in The Legend of Heroes: Trails from Zero
- Renne in The Legend of Heroes: Trails to Azure
- Renne in The Legend of Heroes: Akatsuki no Kiseki
- Winbee e Miss Apple in TwinBee Taisen Puzzle-Drama
- Renne in Ys vs. Trails in the Sky: Alternative Saga